# Lac Masay
Le Lac Masay (ou Marais Masay) est l'un des plus grands lacs du centre d'Antananarivo, capitale de Madagascar.

## Description
Constitué de deux bassins principaux séparés par la Rocade d'Iarivo, il a connu un remblaiement partiel dans les années 2010, ce qui a provoqué des inondations affectant les riverains installés sur ses berges. Des travaux de dé-remblayage ont été entrepris en 2016.
En raison de la pollution, la pêche y est interdite.